# NGC 2439
NGC 2439 est un très jeune amas ouvert, situé dans la constellation de la Poupe. Il a été découvert par l'astronome britannique John Herschel en 1835.
NGC 2439 est à environ 3 855 pc (∼12 600 al) du système solaire et les dernières estimations donnent un âge de 18 millions d'années. La taille apparente de l'amas est de 9,0 minutes d'arc, ce qui, compte tenu de la distance, donne une taille réelle maximale d'environ 33 années-lumière.
Selon la classification des amas ouverts de Robert Trumpler, cet amas renferme entre 50 et 100 étoiles (lettre m) dont la concentration est moyenne (II) et dont les magnitudes se répartissent sur un grand intervalle (le chiffre 3).